# Атомна дипломация
Атомна дипломация е агресивен курс, който външната политика на САЩ поема след Втората световна война, който използва монопола над атомното оръжие с цел политически шантаж и заплашвания над други страни.
След като СССР откриват начин за производство на атомно и водородно оръжие (през 1943 и 1953 година), атомната дипломация изгубва своето значение. След откриването на ядрено оръжие и водородно оръжие СССР изпреварват САЩ в развитието за атомна енергия.